# Hermann Köhl

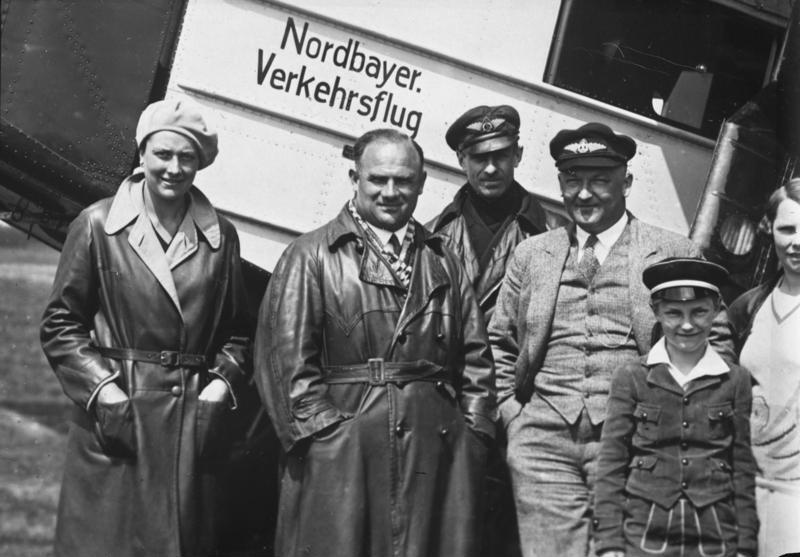
Hermann Köhl (mit Ledermantel) auf dem Flugplatz Fürth-Atzenhof, 1930

Hermann Köhl (* 15. April 1888 in Neu-Ulm; † 7. Oktober 1938 in München) war ein deutscher Flugpionier. Er war Kampfflieger im Ersten Weltkrieg, wechselte 1925 vom Militär zur Junkers Luftverkehr AG, um dort den zivilen Nachtflugverkehr aufzubauen, und wurde bei Gründung der Luft Hansa 1926 deren erster Nachtflugleiter. Ab 1927 beteiligte er sich an Atlantikflugversuchen und war 1928 Pilot der Junkers W 33 „Bremen“ bei der ersten erfolgreichen Überquerung des Atlantiks in Ost-West-Richtung durch ein Motorflugzeug.

## Biografie
Er war das zweite von acht Kindern des späteren bayerischen Generalleutnants Wilhelm Köhl und dessen Ehefrau Walburga, geborene Mahler. Die Familie lebte in der Ludwigstraße 6 und Hermann besuchte die Volksschule und später das Gymnasium in Ulm. Sein Vater war zu diesem Zeitpunkt Hauptmann und Batteriechef im 2. Fußartillerie-Regiment und wurde 1897 nach München versetzt, wohin die Familie umzog. Dort war Hermann einige Zeit beim Kadettenkorps, wurde jedoch wegen schlechter Führung entlassen. Seine Schulzeit schloss er daher in den Realgymnasien in Nürnberg und Augsburg ab.
1906 trat Köhl als Fahnenjunker in das Pionier-Bataillon Nr. 13 der Württembergischen Armee ein, wurde am 22. August 1908 Leutnant und besuchte ab 1913 die Militärtechnische Akademie in Berlin. Ursprünglich sollte er hier eine zweijährige Ausbildung erhalten, die jedoch vom Ausbruch des Ersten Weltkriegs unterbrochen wurde.
Mit Kriegsbeginn kam Köhl als Zugführer in seinem Bataillon an der Westfront zum Einsatz und erlitt in den Vogesen eine schwere Beinverwundung, wodurch ihm der weitere Dienst in diesem Truppenteil vorerst nicht mehr möglich war. Er meldete sich zur Fliegertruppe, wo er zunächst Beobachter war und sich dort einen ersten Ruf als Navigationstalent erwarb. Er wurde am 22. März 1915 zum Oberleutnant befördert und Staffelführer im Kampfgeschwader 4 (Kagohl 4), mit dem er in Flandern insbesondere Nachtflug-Einsätze durchführte. In Böblingen wurde er selbst zum Flugzeugführer ausgebildet. Ende 1916 wurde er bei einem Luftkampf abgeschossen und verbrachte einige Zeit im Lazarett. Im März 1918 wurde er zum Hauptmann befördert und Kommandeur eines Bombergeschwaders, kurz darauf erhielt er für seinen Einsatz bei der Zerstörung des Munitionslagers von Blargies die höchste preußische Tapferkeitsauszeichnung, den Orden Pour le Mérite. Bei einem Einsatz im Mai 1918 musste seine Maschine notlanden und er geriet in französische Kriegsgefangenschaft. Nach mehreren Versuchen gelang es ihm schließlich im September 1919, aus der Haft zu entfliehen.
Zurück in Deutschland meldete sich Köhl bei seinem früheren Pionierbataillon zurück und wurde zunächst mit der Aufstellung eines Scheinwerferzugs betraut. Nach wenigen Tagen wurde er zur württembergischen Polizeiwehr berufen, für die er in Böblingen eine Polizeifliegerstaffel aufbauen sollte. Nachdem jedoch der Versailler Vertrag die Fliegerei in Deutschland verbot und die Polizeiflugzeuge untauglich gemacht werden mussten, trat Köhl im Mai 1920 zur Reichswehr über, wo er als Hauptmann beim Stab einer Kraftfahrerabteilung Dienst tat. Bei der Reduzierung der Reichswehr auf 100.000 Mann wurde er in das Infanterie-Regiment 13 versetzt, in dem er später als Chef der 7. Kompanie tätig war. 1924 versetzte man ihn als Chef der 1. Kompanie in das 5. Pionier-Bataillon nach Neu-Ulm.
Köhl hatte bereits 1917/18 in Flandern Bekanntschaft mit Gotthard Sachsenberg gemacht, der im Weltkrieg ebenfalls als Beobachter geflogen war und anschließend mit Hugo Junkers den Aufbau des zivilen Luftverkehrs vorantrieb. Bei verschiedenen weiteren Zusammentreffen mit Sachsenberg ab 1922 entstand die Idee, eine erste deutsche Nachtflugstrecke zwischen Berlin und Warnemünde einzurichten, für die Köhl während seines Sommerurlaubs 1924 Vorbereitungen traf. Der Urlaub war jedoch viel zu kurz, um das Projekt zu einem Abschluss zu bringen, so dass im Folgejahr bei der Fortführung der Nachtflugversuche auf der inzwischen nach Stockholm erweiterten Strecke von der Junkers Luftverkehr AG Köhls dauerhafte Mitarbeit erbeten wurde.

Deutsche Technik 1929: Dreiflügel-Propeller-Flugzeug der Lufthansa mit der Bezeichnung „Herm. Köhl“ auf dem Flughafen Berlin-Tempelhof bei Nacht;
Illustration von Georg Heerdt im Sammelbild-Album 4 der Cigarettenfabrik Constantin

Köhl quittierte im April 1925 den Militärdienst und zog mit seiner Frau Elfriede (Peterle) nach Berlin, um künftig auf dem Tempelhofer Feld als Nachtstreckenleiter der Junkers Luftverkehr AG zu arbeiten, wo er während der Flugsaison des laufenden Jahres die Postnachtflugstrecke nach Stockholm etablierte. Anfang 1926 wurde Köhl nach dem Zusammenschluss von Junkers Luftverkehr und Aero Lloyd zur Luft Hansa deren Nachtflugleiter. Im neuen Unternehmen hatte Köhl häufig Schwierigkeiten wegen Zuständigkeitsfragen, dennoch gelang ihm der Aufbau der ersten Personennachtflug-Verkehrsstrecke Berlin–Königsberg. Während er anfangs noch viel selbst geflogen war und an der Verbesserung von Navigationsinstrumenten arbeitete, verlagerte sich sein Arbeitsschwerpunkt bei der Lufthansa zunehmend hin zu Verwaltungstätigkeiten, die er als unbefriedigend empfand.

### Transatlantikflug

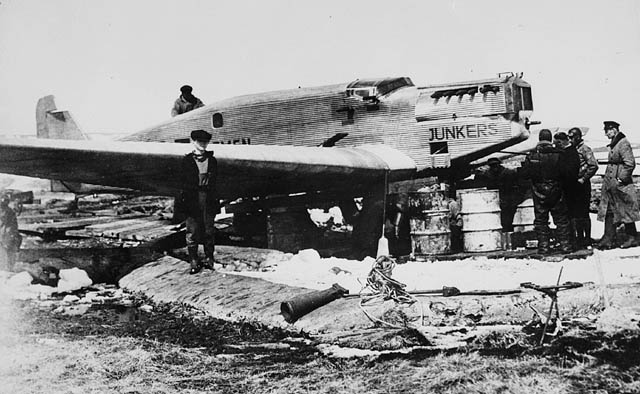
Die Junkers W 33 „Bremen“ nach dem Atlantikflug auf Greenly Island

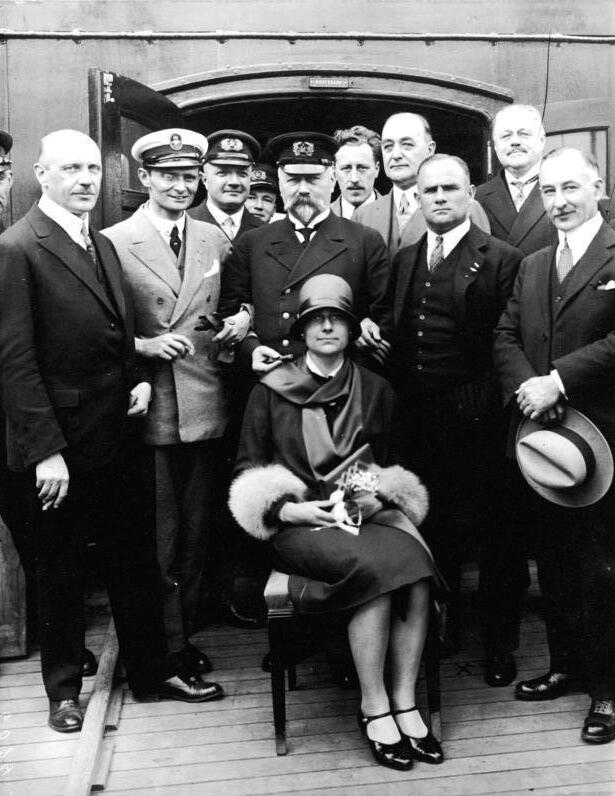
Auf dem Rückweg vom Atlantikflug: Hünefeld (2. v.l.) und Köhl (2. v.r.), im Vordergrund Köhls Frau

1927 versuchten sich eine Reihe von Piloten an Atlantikflügen. Charles Nungesser und François Coli brachen am 8. Mai von Paris nach New York auf, kamen jedoch nie am Ziel an. Zwei Wochen später, am 20./21. Mai 1927, gelang  Charles Lindbergh der erste Flug von New York nach Paris. Darauf reifte auch in Köhl der Wunsch, den Atlantik von Europa nach Amerika zu überqueren. Gotthard Sachsenberg, inzwischen Direktor der Junkerswerke, unterstützte ein entsprechendes Vorhaben und brachte Köhl in die Vorbereitungen eines entsprechenden Fluges ein. Köhl sah in Maschinen des Typs Junkers W 33 L geeignete Flugzeuge für das Vorhaben, als Pilot hatte sich Junkers-Werkspilot Loose angeboten. Für die Finanzierungs- und Versicherungsfragen trat Ehrenfried Günther Freiherr von Hünefeld, der Pressechef des Norddeutschen Lloyd, ein.
Zwei Flugzeuge des Typs Junkers W 33 wurden für Langstreckenflüge umgebaut und auf die Namen der NDL-Flaggschiffe Europa und Bremen, getauft. Bei den Vorbereitungen zum Transatlantikflug gelang den Piloten Edzard und Risticz mit einer dieser Maschinen ein Dauerflugweltrekord von 52 Stunden. Ein erster Atlantikflugversuch mit beiden Maschinen am 14. August 1927 scheiterte jedoch am schlechten Wetter. In der Bremen hatten sich dabei Köhl, Loose und von Hünefeld befunden. Nach diesem Rückschlag und dem teilweise tödlichen Ausgang ähnlicher Unternehmungen war keine öffentliche Unterstützung mehr für den erneuten Versuch einer Atlantiküberquerung vorhanden. Die Luft Hansa, die Köhls Vorhaben bisher unterstützt hatte, distanzierte sich von entsprechenden Vorhaben, andere Unterstützer hielten sich in der Öffentlichkeit bedeckt.
Köhl und von Hünefeld ließen sich nicht beirren. Während Köhl an der dringend benötigten Verbesserung der Navigationsinstrumente arbeitete, finanzierte Hünefeld einen erneuten Überflugversuch auf privates Risiko. Köhl flog im März 1928 acht Tage jeweils sechs bis sieben Stunden täglich ein Flugzeug des Typs der Bremen, um sich mit dessen Flugeigenschaften vertraut zu machen. Heimlich flogen sie danach nach Baldonnel in Irland, von wo im Jahr zuvor der Überflugversuch einer irischen Mannschaft gestartet war. Köhl hatte beim Aufbruch das falsche Flugziel Dessau angegeben, um den deutschen Behörden ihre Startabsichten zu verheimlichen. Gemäß seinem Arbeitsvertrag mit der Luft Hansa endete dieser, da Hermann Köhl über einen Zeitraum von mehr als zwei Wochen seinen vertraglichen Verpflichtungen nicht nachkam.
Als für den 12. April 1928 hinreichend gutes Wetter vorausgesagt wurde, starteten an diesem Tag Köhl, von Hünefeld und der irische Major James C. Fitzmaurice, Platzkommandant des Flugplatzes in Baldonnel und Teilnehmer eines missglückten Überflugversuches im Vorjahr, mit der Bremen zu ihrem Flug über den Ozean. Nach 37 Stunden Flugzeit landete Köhl die Maschine auf der kleinen Insel Greenly Island dicht vor der kanadischen Küste. Das ursprüngliche Ziel New York hatte die Bremen wegen Kompassabweichungen sehr weit verfehlt. Der Kraftstoff drohte zur Neige zu gehen und die Flieger waren bei Erreichen des unbewohnten, menschenfeindlichen Landes dem Küstenverlauf gefolgt, bis sie die Lichter eines vermeintlich rettenden Schiffes sahen, das sich dann als Leuchtturm von Greenly Island entpuppte. Bei der Landung auf einem zugefrorenen Tümpel brach das Eis, die Maschine kippte kopfüber und wurde leicht beschädigt. Ursprünglich planten die Flieger die Fortsetzung ihres Fluges nach New York, doch nachdem die Beschädigungen der Bremen behoben waren, versagte deren Motor. Auf Grund der Witterung zog sich die Weiterreise der Besatzung von der abgeschiedenen Leuchtturminsel über mehrere Tage hin. Trotz hohen Fiebers wollte der amerikanische Flugpionier Floyd Bennett und sein Fliegerfreund Bernt Balchen den gestrandeten Ozeanfliegern zu Hilfe  kommen, Bennett verstarb jedoch auf dem Flug nach Greenly Island an den Folgen einer Lungenentzündung. Nach den erfolglosen Versuchen, die Bremen zu reparieren, starteten die Ozeanflieger schließlich am 26. April 1928 mit Bernt Balchen in einem drei-motorigen Ford-Flugzeug von Greenly Island nach Curtis Field, Long Island, New York.
In New York wurde die Besatzung mit einer großen Konfettiparade gefeiert und Köhl erhielt sowohl die höchste amerikanische Pilotenauszeichnung, das Distinguished Flying Cross, wie auch die Ehrenbürgerschaft von Chicago und St. Louis. Die Flieger wurden in den USA und Kanada wochenlang gefeiert, bei ihrer Rückkehr nach Deutschland schlossen sich weitere Feiern und Ehrenbürgerschaften (Neu-Ulm am 25. August 1928 und Pfaffenhofen) an.

### Weitere Leistungen
Nach seinem Erfolg widmete sich Hermann Köhl der Weiterentwicklung der Luftfahrt. Er stellte Überlegungen zur Luftbetankung an und setzte sich mit Alexander Lippisch in Verbindung, um auf Basis der Delta 1 ein Transatlantik-Postflugzeug zu entwickeln. Nach mäßigen Ergebnissen mit der Delta 1 testete  er ein Nurflügel-Flugzeug, welches an der Weimarer Ingenieurschule m.b.H. für ihn und Ernst von Loessl entworfen wurde.

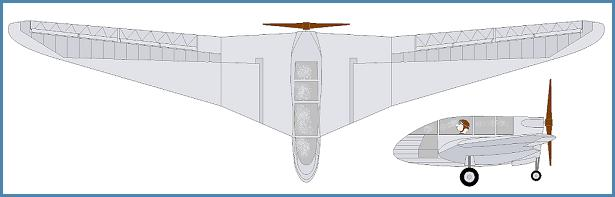
Loessl Köhl Nurflügelflugzeug Weimar 1933

Ab 1933 wurde es in der Öffentlichkeit still um Köhl, da ihn Zerwürfnisse mit Fliegerkameraden aus dem Ersten Weltkrieg, die inzwischen zu NS-Funktionsträgern geworden waren, ins gesellschaftliche Abseits gestellt hatten. Mit 50 Jahren starb Hermann Köhl in München 1938 an einem Nierenleiden, das er sich bei seinen Flügen zugezogen hatte. Beerdigt wurde er in seinem Heimatdorf Pfaffenhofen an der Roth.

### Schriften

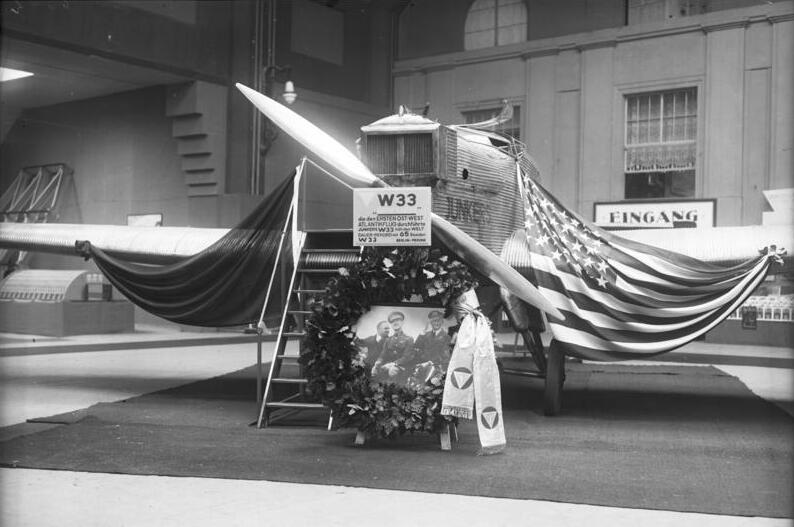
II. Internationale Luftfahrt-Ausstellung am Kaiserdamm Berlin. Das Junkers-Flugzeug Bremen, mit welchem Hauptmann Köhl, von Hünefeld und Major Fitzmaurice den ersten Ost-West-Flug über den Ozean ausführten. Davor das geschmückte Bild der Ozeanflieger (1928).

- Hermann Köhl, James C. Fitzmaurice, E. G. Freiherr von Hünefeld: Unser Ozeanflug. Lebenserinnerungen. Der erste Ost-Westflug über den Atlantik in der Bremen. Union Deutsche Verlagsgesellschaft, Berlin 1928.
  - englisch: The Three Musketeers of the Air. Their Conquest of the Atlantic from East to West. G. P. Putnam’s Sons, New York 1928.
  - Bearbeitung von Ewald Kimenkowski: Wir von der „Bremen“. Die Geschichte des ersten Fluges über den Atlantischen Ozean von Ost nach West. Verlag Richard Gahl, Berlin 1928.
  - Neubearbeitung von Wilhelm Sachsenberg: Hermann Köhl – „Unser Ozeanflug“. Erlebnisse eines deutschen Flugpioniers. Luftfahrt-Verlag Walter Zuerl, Steinebach-Wörthsee 1978, ISBN 3-87500-099-4.
- Hermann Köhl: Bremsklötze weg! Das Lebensbuch eines deutschen Fliegers. Sieben Stäbe Verlag, Hamburg 1932.

## Ehrungen

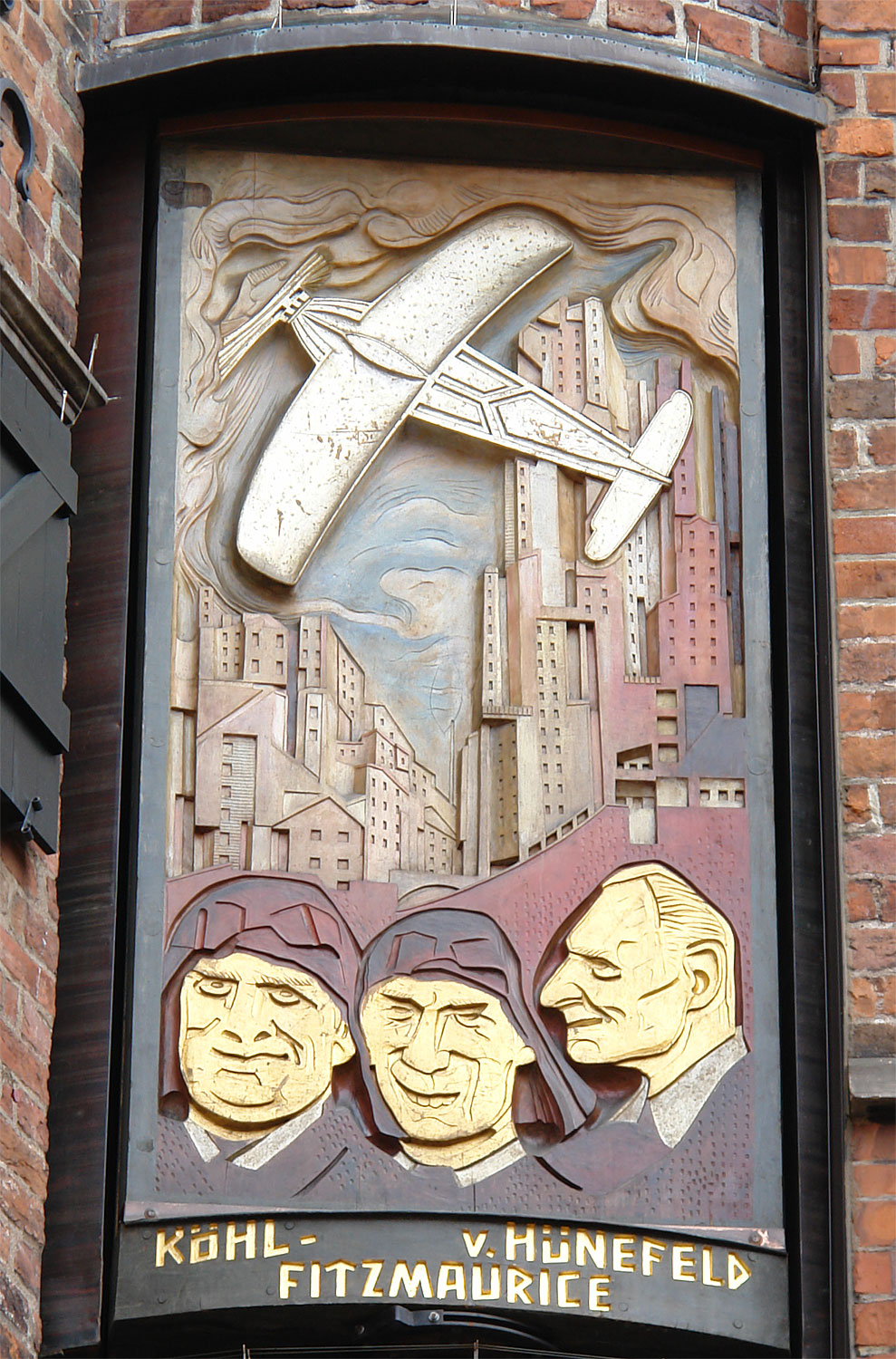
Eine Bildtafel in Bremen zeigt die Atlantikflieger Köhl, Fitzmaurice und von Hünefeld

- Seit 2009 wird durch die Deutsche Gesellschaft für Luft- und Raumfahrt – Lilienthal-Oberth e. V. (DGLR) der Hermann Köhl Preis zur Förderung des wissenschaftlichen Nachwuchses vergeben, gestiftet durch den Förderkreis Ozeanflieger Hermann Köhl e. V.
- Aus Anlass des, 75-jährigen Jubiläums des Atlantikfluges erschien 2003 eine deutsche Briefmarke, die ihn und die anderen beiden Teilnehmer des Fluges zeigt.
- Auf zehn von Bernhard Hoetger 1934 geschaffenen Bildtafeln am Haus des Glockenspiels in der Bremer Böttcherstraße werden die frühen Ozeanbezwinger dargestellt, darunter auf einer der drehbaren Holztafeln Hauptmann Hermann Köhl, Oberst James C. Fitzmaurice und Ehrenfried Günther Frh. von Hünefeld.
- Die Deutsche Luftwaffe hat einen Airbus A310 MRTT nach ihm benannt.
- Die Kaserne des Transporthubschrauberregimentes 30 in Niederstetten trägt seinen Namen.
- Die Fluggruppe Hermann Köhl e. V. aus Hettstadt bei Würzburg trägt seinen Namen.
- Schulen in Berlin-Tempelhof und Pfaffenhofen tragen seinen Namen.
- Straßen in Augsburg, Bremen (beim Flughafen), am Flughafen Berlin-Brandenburg BER, Dessau-Roßlau, Heilbronn, Karlsruhe, Köln, Leipheim, München, Münster, Neu-Ulm, Nürnberg, Bad Windsheim, Pfaffenhofen an der Roth, Regensburg, Schkeuditz am DHL Hub Leipzig, Ulm[1] und Zweibrücken sind nach ihm benannt worden.
- Im Auftrag des Norddeutschen Lloyd hielt der Marinemaler Alexander Kircher in einem monumentalen Gemälde 1928 den Atlantikflug in Ost-West-Richtung fest. – Dieses Bild hängt im Bremer Rathaus.
- Der amerikanische Journalist William L. Shirer übernahm ab 1935, während der Verfassung seines 1941 publizierten Augenzeugenberichts Berliner Tagebuch, eine Wohnung Köhls in Berlin-Tempelhof. Shirer charakterisierte Köhl 1935 als „einen der wenigen Männer in Deutschland, die den Mut besitzen, sich Göring und den Nazis nicht zu beugen“.

## Film
- Über H. Köhl: Erste Atlantik-Überquerung von Ost nach West. Dokumentation, 45 Min. D, 2022